# Đảo Cocos
Đảo Cocos (tiếng Tây Ban Nha: Isla del Coco) là một hòn đảo ngoài khơi Costa Rica, đồng thời là một vườn quốc gia. Trên đảo không có dân thường mà chỉ có kiểm lâm. Đây là một huyện trong tổng Puntarenas của tỉnh Puntarenas. Nó nằm trong Thái Bình Dương, cách bờ biển Costa Rica khoảng 550 km (342 mi; 297 nmi). Đảo có dáng hình chữ nhật, diện tích xấp xỉ 23,85 km2 (9,21 dặm vuông Anh), dài 8 km (5 mi), rộng 3 km (2 mi), và có đường bờ biển dài 23,3 km (14,5 mi).
Vây quanh là vùng nước sâu, đảo Cocos là một điểm đến hấp dẫn với thợ lặn có bình khí bởi quần thể cá mập búa, cá đuối, cá heo và sinh vật biển lớn quanh đảo. Khí hậu ẩm ướt cùng ảnh hưởng hải dương mang đến cho đảo Cocos đặc điểm sinh thái học riêng biệt, không giống của quần đảo Galápagos hay bất kì đảo nào (như Malpelo, Gorgona, Coiba) khác trong khu vực Đông Thái Bình Dương.

## Lịch sử

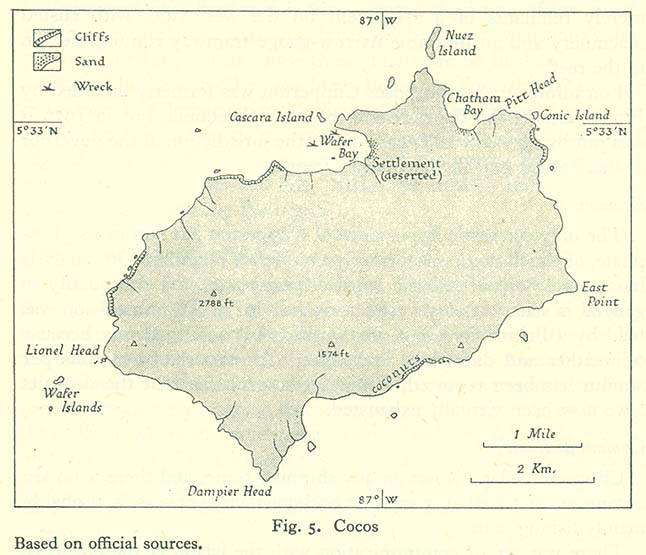
Đảo Cocos.

Nhà sử học Gonzalo Fernández de Oviedo y Valdés đã viết trong cuốn sách Historia General y Natural de las Indias, Islas y Tierra Firme del Mar Océano (Seville, 1535) về việc nhà hàng hải Juan de Cabezas phát hiện ra hòn đảo vào năm 1526. Tài liệu đầu tiên nói về hòn đảo có tên "Isle de Coques" là một bản đồ được vẽ trên giấy giả da được cho là của Henri II xuất hiện vào năm 1542 dưới thời vua François I của Pháp. Bình đồ địa cầu của Nicolas Desliens (1556, Dieppe) nói về vị trí của Ysle de Coques nằm ở 1 độ 30 phút nửa phía bắc của Xích đạo.
Grand Atlas của Willem Blaeu được xuất bản năm 1662 có một bản đồ màu thế giới ở mặt sau bìa trước cho thấy I. de Cocos nằm ngày trên đường xích đạo và trong Atlas, 1680 của Frederik De Witt cũng biểu hiện vị trí tương tự. Bản đồ năm 1590 của Hondius cho thấy I. de Cocos ở 2 độ 30 phút vĩ độ bắc trong khi năm 1596 Theodor de Bry cho thấy vị trí của Quần đảo Galápagos nằm gần 6 độ bắc của đường xích đạo. Emanuel Bowen trong A Complete system of Geography, tập II (London, 1747: 586) tuyên bố rằng Galápagos trải dài trên 5 độ bắc.
Đảo Cocos trở thành một phần lãnh thổ của Costa Rica vào năm 1832 theo nghị định số 54 của Quốc hội lập hiến của Nhà nước tự do Costa Rica. Những tàu săn bắn cá voi thường xuyên dừng lại ở đảo Cocos cho đến giữa thế kỷ 19, khi dầu hỏa giá rẻ bắt đầu dần thay thế dầu cá voi sử dụng cho chiếu sáng. Vào tháng 10 năm 1863, con tàu Adelante đã bỏ lại 426 nô lệ Tonga trên đảo khi phát hiện họ có dấu hiện của bệnh đậu mùa. Và chỉ còn 38 nô lệ còn sống khi tàu Tumbes đến giải cứu họ hơn một tháng sau đó, vì những người còn lại đã chết vì bệnh đậu mùa.
Năm 1897, Chính phủ Costa Rica đã chỉ định nhà thám hiểm August Gissler là thống đốc đảo và cho phép ông thành lập một thuộc địa tại đó. Vào ngày 12 tháng 5 năm 1970, hòn đảo hợp nhất trở thành một huyện của tỉnh Puntarenas. Hòn đảo hiện nay có tổng cộng 33 cư dân và tất cả đều là kiểm lâm của vườn quốc gia đảo. Họ lần đầu được phép bỏ phiếu trong cuộc bầu cử ngày 5 tháng 2 năm 2006 của Costa Rica.

## Địa chất và cảnh quan

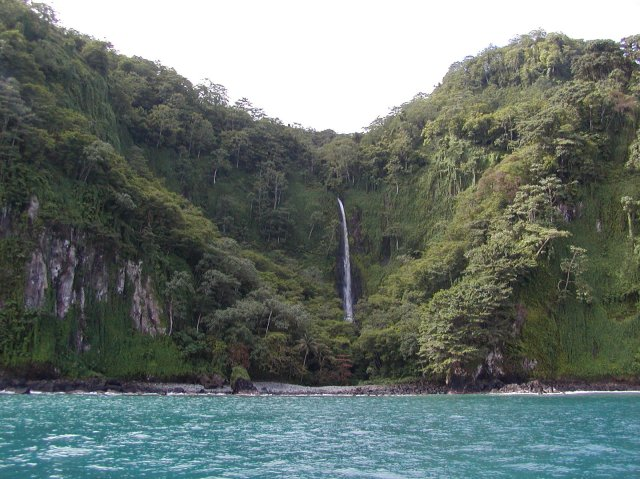
Thác nước bên bờ vịnh Wafer, đảo Cocos.

Đây là một hòn đảo giữa đại dương được kiến tạo và có nguồn gốc từ núi lửa. Nó là hòn đảo mới được hình thành duy nhất của Mảng Cocos, một trong những mảng kiến tạo nhỏ. Định tuổi bằng kali - argon đã xác định được loại đá lâu đời nhất trên đảo có niên đại từ 1,91 đến 2,44 triệu năm trước, tức là vào Thế Pliocen muộn, và nó được cấu tạo chủ yếu từ đá bazan, được hình thành do dung nham bị làm nguội đi.
Cocos có hình dạng gần như chữ nhật với kích thước 8 km × 3 km (5 mi × 2 mi) và chu vi là 23,3 km (14,5 mi). Cảnh quan là núi và không theo quy luật nào. Điểm cao nhất là Cerro Iglesias tại 575,5 m (1.888 ft). Mặc dù chủ yếu là núi nhưng hòn đảo cũng có những chỗ bằng phẳng ở độ cao 200–260 m (660–850 ft) so với mực nước biển nằm ở trung tâm đảo.
Trên đảo có một số sông suối ngắn được nuôi dưỡng bởi lượng mưa dồi dào đổ ra bốn vịnh, ba trong số đó ở phía bắc của hòn đảo, trong đó lớn nhất là các sông Genio và Pittier đổ ra vịnh Wafer. Vòng quanh đảo là các vách đá tuyệt đẹp cao đến 90 mét (300 ft) khiến cho việc tiếp cận hòn đảo tương đối khó khăn, ngoại trừ một số bãi biển. Điểm tiếp cận hòn đảo dễ nhất là tại Vịnh Chatham ở phía bắc. Phong cảnh núi non và khí hậu nhiệt đới kết hợp với nhau tạo ra hơn 200 thác nước trên khắp hòn đảo. Đất đai trên đảo Cocos được phân loại là Entisol, có tính axit cao và dễ bị xói mòn bởi lượng mưa lớn trên các sườn dốc của đảo, vì vậy nó không phải là nơi có những khu rừng dày đặc.

## Khí hậu
Khí hậu trên đảo được xác định bởi sự di chuyển theo vĩ độ của Đới hội tụ liên chí tuyến tạo ra mây và lượng mưa không đổi trong suốt cả năm. Điều này làm cho đảo mang khí hậu nhiệt đới ẩm ướt với nhiệt độ trung bình hàng năm là 26,6 °C (79,9 °F) và lượng mưa trung bình năm đạt trên 7.000 mm (276 in). Mưa hầu hết cao trong cả năm ngoại trừ khoảng thời gian từ tháng 1 đến 3 và cuối tháng 9 đến hết tháng 10. Vô số các dòng hải lưu từ trung tâm Thái Bình Dương hội tụ tại khu vực vùng biển quanh đảo và ít nhiều cũng có ảnh hưởng quan trọng.

## Sinh thái học

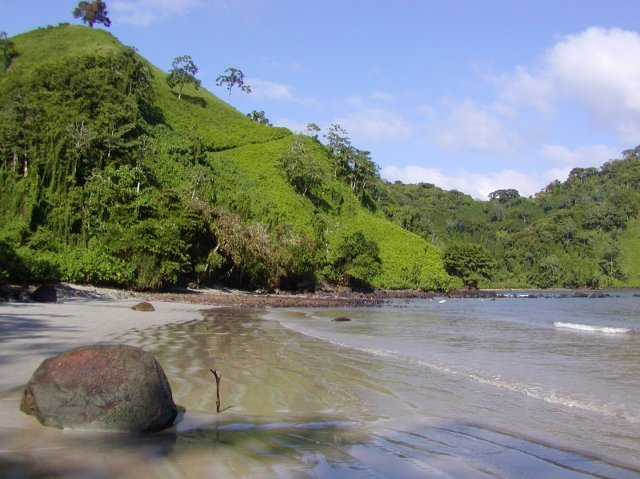
Bãi biển Chatham trên đảo Cocos

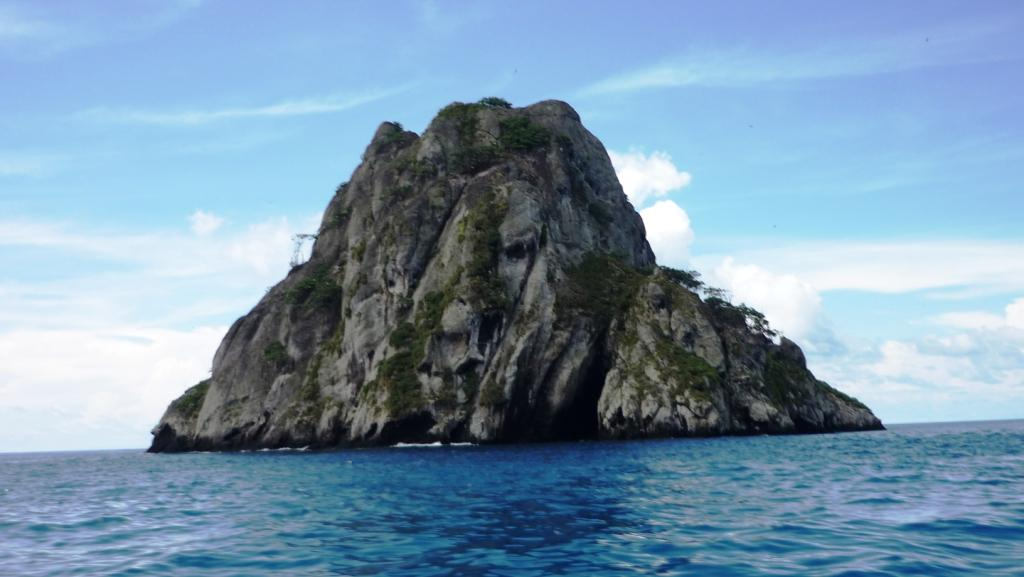
Đảo nhỏ Manuelita là một địa điểm nổi tiếng để lặn và quan sát các loài sinh vật biển.

Trên đảo từng là nơi có khu Rừng lá rộng ẩm nhiệt đới và cận nhiệt đới rậm rạp. Đây là hòn đảo giữa đại dương duy nhất ở khu vực Đông Thái Bình Dương có những khu rừng mưa cùng các loại động thực vật đặc trưng như vậy. Các khu rừng sương mù hiện diện ở khu vực có độ cao cao hơn tại đây cũng là duy nhất ở Đông Thái Bình Dương. Hòn đảo chưa bao giờ được liên kết với một lục địa, vì vậy hệ động thực vật trên đảo là thông qua sự phân tán sinh học từ các khu vực khác của châu Mỹ, và do đó hòn đảo có tỷ lệ cao các loài đặc hữu.

### Thực vật
Trên đảo có 235 loài thực vật có hoa, trong đó có 70 loài đặc hữu, chiếm 30% số loài. Một cái nhìn toàn diện về hệ thực vật nơi đây được cung cấp trong tạp chí Proceedings of the California Academy of Sciences. Ngoài ra, hòn đảo còn là nơi có 74 loài dương xỉ và thực vật mang bảo tử mạch (gồm Thạch tùng và Pteridophyte), 128 loài Rêu và Rêu tản,, 90 loài Nấm và 41 loài Nấm mốc. Tuy nhiên, các cuộc điều tra toàn diện hơn dự kiến sẽ tiết lộ thêm nhiều loài khác.
Hòn đảo có ba cộng đồng thực vật chính. Các khu rừng ven biển kéo dài từ bờ biển lên đến độ cao 50 m (160 ft). Đậu san hô đỏ, Dừa, Táo đầm lầy là những cây chiếm ưu thế, cùng với sự có mặt của một số loài Thiến thảo, Cà, Đậu và Cẩm quỳ.
Các khu rừng nội địa kéo dài từ độ cao 50 đến 500 m (160 đến 1.640 ft). Đây là nơi phổ biến của một số loài là Sacoglottis Holdridgei, Ocotea insularis và Cecropia pittieri, một loài đặc hữu của đảo. Các loài khác có mặt tại đây ngoài Thực vật biểu sinh thì còn có Lan, Dương xỉ, Dứa, Rêu và Euterpe precatoria, một loài cọ đặc hữu. Các khu rừng sương mù ở độ cao trên 500 m (1.600 ft) là sự phổ biến của loài Mua.
Thảm thực vật của đảo Cocos nói chung đã thay đổi rất nhiều kể từ khi hòn đảo này được đặt tên và mô tả bởi người châu Âu. Thuyền trưởng Wafer, người đã đến thăm hòn đảo vào năm 1685 và tên của ông được đặt cho nơi ông tiếp cận hòn đảo, mô tả những rặng dừa rộng lớn kéo dài sâu vào bên trong hòn đảo. Thor Heyerdahl khẳng định rằng, rất khó có khả năng những khu rừng này phát triển tự nhiên, và những người tiền châu Âu đã từng phải dọn sạch các khu vực khe núi và cao nguyên bên trong các rặng núi, để sử dụng cho các đồn điền dừa rộng lớn. Heyerdahl đưa ra giả thuyết rằng, những đồn điền này được sử dụng để cung cấp nước và thức ăn cho các chuyến đi thời kỳ tiền Colombo (được thực hiện bằng việc sử dụng bè gỗ bấc) giữa Guatemala và tây bắc Nam Mỹ. Sau cuộc chinh phục của Tây Ban Nha và hệ quả, những chuyến đi này đã kết thúc, khu rừng nhiệt đới đã phục hồi dần.

### Động vật
Hòn đảo là nơi có hơn 400 loài côn trùng, trong đó có 65 loài đặc hữu, chiếm 16%. Đa dạng nhất là các loài Cánh vẩy và Kiến. Hơn 50 loài động vật chân đốt khác đã được mô tả gồm Nhện, Rết, Cuốn chiếu và Chân đều. Trên đảo có hai loài thằn lằn là Thằn lằn Cocos và Tắc kè nhỏ Thái Bình Dương, đều là những loài đặc hữu của đảo Cocos. Không có loài Lưỡng cư nào được báo cáo.
Cocos có 90 loài chim. Hòn đảo cùng với những đảo đá xung quanh là thuộc địa làm tổ của nhiều loài chim biển. Những loài phổ biến nhất là Chim điên bụng trắng, Chim điên chân đỏ, Cốc biển đen, Nhàn trắng, Nhạn đầu xám. Đáng chú ý nhất là ba loài đặc hữu và quý hiếm gồm Cu cu Cocos, Đớp ruồi Cocos và Sẻ Cocos.
Trên đảo không có loài động vật có vú bản địa nào cả, mặc dù hiện tại có nhiều loài như lợn, hươu, dê, mèo và chuột, nhưng tất cả đều được con người đưa đến. Chính phủ Costa Rica đã tuyên bố sẽ kiểm soát quần thể những loài động vật này, vì chúng có hại cho hệ sinh thái bản địa.
Các rạn san hô, các ống nham thạch núi lửa ngầm, hang động, vùng nước sâu quanh đảo là nơi sinh sống của hơn 30 loài san hô, 60 loài động vật giáp xác, 600 loài động vật thân mềm cùng hơn 300 loài cá. Một số quần thể lớn bao gồm loài Cá ngừ vây vàng, Cá nạng hải, Cá buồm, Cá mập, chẳng hạn như Cá mập rạn san hô mắt trắng, Cá nhám búa, và cả loài Cá nhám voi. Các loài động vật có vú biển lớn khác bao gồm Cá voi lưng gù, Cá voi sát thủ, Cá voi hoa tiêu, Cá heo mõm nhọn, Sư tử biển California. Hòn đảo là nhà của ba loài bò sát quý hiếm là Đồi mồi, Đồi mồi dứa và Vích.